# Sabinalito, Amatenango de la Frontera
Sabinalito är en ort i Mexiko.   Den ligger i kommunen Amatenango de la Frontera och delstaten Chiapas, i den sydöstra delen av landet, 900 km sydost om huvudstaden Mexico City. Sabinalito ligger 959 meter över havet och antalet invånare är 338.
Terrängen runt Sabinalito är bergig åt nordost, men åt sydväst är den kuperad. Sabinalito ligger nere i en dal. Runt Sabinalito är det ganska tätbefolkat, med 96 invånare per kvadratkilometer. Närmaste större samhälle är Motozintla de Mendoza, 12,4 km väster om Sabinalito. I omgivningarna runt Sabinalito växer huvudsakligen savannskog.